# Gerbillus simoni
Gerbillus simoni је врста глодара из породице мишева.

## Распрострањење
Ареал врсте покрива средњи број држава. Врста има станиште у Тунису, Египту, Либији, Алжиру и Мароку.

## Станиште
Станиште врсте је травна вегетација.

## Угроженост
Ова врста није угрожена, и наведена је као последња брига јер има широко распрострањење.